# Midland (Caroline du Nord)
Pour les articles homonymes, voir Midland.
Midland est une ville américaine située dans le comté de Cabarrus dans l'État de Caroline du Nord. En 2010, sa population était de 3 073 habitants.

## Démographie
| 2000  | 2010  | - | - | - | - |
| ----- | ----- | - | - | - | - |
| 1 681 | 3 073 | - | - | - | - |

## Traduction
- (en) Cet article est partiellement ou en totalité issu de l’article de Wikipédia en anglais intitulé « Midland, North Carolina » (voir la liste des auteurs).